# واکول
واکول (انگلیسی: Wacoal) شرکت خرده‌فروشی ژاپنی است، که در سال ۱۹۴۹ تأسیس شد.